# Germania ai Giochi della XXIX Olimpiade
La Germania ha partecipato ai Giochi della XXIX Olimpiade di Pechino, svoltisi dall'8 al 24 agosto 2008, con una delegazione di 420 atleti.

## Medaglie
| Medaglia | Atleta                                                                     | Sport              | Evento                           |
| -------- | -------------------------------------------------------------------------- | ------------------ | -------------------------------- |
| Oro      | Alexander Grimm                                                            | Canoa/kayak        | Slalom K1 maschile               |
| Oro      | Martin Hollstein Andreas Ihle                                              | Canoa/kayak        | K2 1000 m maschile               |
| Oro      | Fanny Fischer Nicole Reinhardt Katrin Wagner-Augustin Conny Wassmuth       | Canoa/kayak        | K4 500 m femminile               |
| Oro      | Peter Thomsen Frank Ostholt Hinrich Romeike Ingrid Klimke Andreas Dibowski | Equitazione        | Concorso completo a squadre      |
| Oro      | Hinrich Romeike                                                            | Equitazione        | Concorso completo individuale    |
| Oro      | Heike Kemmer Nadine Capellmann Isabell Werth                               | Equitazione        | Dressage a squadre               |
| Oro      | Benjamin Kleibrink                                                         | Scherma            | Fioretto individuale maschile    |
| Oro      | Britta Heidemann                                                           | Scherma            | Spada individuale femminile      |
| Oro      | Britta Steffen                                                             | Nuoto              | 100 m stile libero femminili     |
| Oro      | Britta Steffen                                                             | Nuoto              | 50 m stile libero femminili      |
| Oro      | Ole Bischof                                                                | Judo               | 81 kg maschile                   |
| Oro      | Jan Frodeno                                                                | Triathlon          | Gara maschile                    |
| Oro      | Matthias Steiner                                                           | Sollevamento pesi  | +105 kg maschile                 |
| Oro      | Lena Schöneborn                                                            | Pentathlon moderno | Gara femminile                   |
| Oro      | Sabine Spitz                                                               | Ciclismo           | Cross country femminile          |
| Oro      | Germania                                                                   | Hockey su prato    | Torneo maschile                  |
| Argento  | Patrick Hausding Sascha Klein                                              | Tuffi              | Piattaforma 10 m sincro maschile |
| Argento  | Christian Gille Tomasz Wylenzek                                            | Canoa/kayak        | C2 1000 m maschile               |
| Argento  | Ronald Rauhe Tim Wieskötter                                                | Canoa/kayak        | K2 500 m maschile                |
| Argento  | Mirko Englich                                                              | Lotta greco-romana | 96 kg maschile                   |
| Argento  | Ralf Schumann                                                              | Tiro               | Pistola 25 m automatica maschile |
| Argento  | Annekatrin Thiele Christiane Huth                                          | Canottaggio        | 2 di coppia femminile            |
| Argento  | Roger Kluge                                                                | Ciclismo           | Corsa a punti maschile           |
| Argento  | Oksana Chusovitina                                                         | Ginnastica         | Volteggio femminile              |
| Argento  | Timo Boll Dimitrij Ovtcharov Christian Süß                                 | Tennis tavolo      | Gara a squadre maschile          |
| Argento  | Isabell Werth                                                              | Equitazione        | Dressage individuale             |
| Bronzo   | Ditte Kotzian Heike Fischer                                                | Tuffi              | Trampolino 3 m sincro femminile  |
| Bronzo   | Christian Gille Tomasz Wylenzek                                            | Canoa/kayak        | C2 500 m maschile                |
| Bronzo   | Lutz Altepost Norman Bröckl Torsten Eckbrett Björn Goldschmidt             | Canoa/kayak        | K4 1000 m maschile               |
| Bronzo   | Katrin Wagner-Augustin                                                     | Canoa/kayak        | K1 500 m femminile               |
| Bronzo   | Munkhbayar Dorjsuren                                                       | Tiro               | Pistola 25 m femminile           |
| Bronzo   | Christine Brinker                                                          | Tiro               | Skeet femminile                  |
| Bronzo   | Christian Reitz                                                            | Tiro               | Pistola 25 m automatica maschile |
| Bronzo   | René Enders Maximilian Levy Stefan Nimke                                   | Ciclismo           | Velocità a squadre maschile      |
| Bronzo   | Britta Oppelt Manuela Lutze Kathrin Boron Stephanie Schiller               | Canottaggio        | 4 di coppia femminile            |
| Bronzo   | Jan Peter Peckolt Hannes Peckolt                                           | Vela               | 49er                             |
| Bronzo   | Fabian Hambüchen                                                           | Ginnastica         | Sbarra maschile                  |
| Bronzo   | Heike Kemmer                                                               | Equitazione        | Dressage individuale             |
| Bronzo   | Thomas Lurz                                                                | Nuoto              | Fondo 10 km maschile             |
| Bronzo   | Germania                                                                   | Calcio             | Torneo femminile                 |
| Bronzo   | Christina Obergföll                                                        | Atletica leggera   | Lancio del giavellotto femminile |

### Medaglie per disciplina
| Sport              | Oro | Argento | Bronzo | Totale |
| ------------------ | --- | ------- | ------ | ------ |
| Canoa/kayak        | 3   | 2       | 3      | 8      |
| Equitazione        | 3   | 1       | 1      | 5      |
| Nuoto              | 2   | 0       | 1      | 3      |
| Scherma            | 2   | 0       | 0      | 2      |
| Ciclismo           | 1   | 1       | 1      | 3      |
| Hockey su prato    | 1   | 0       | 0      | 1      |
| Judo               | 1   | 0       | 0      | 1      |
| Pentathlon moderno | 1   | 0       | 0      | 1      |
| Sollevamento pesi  | 1   | 0       | 0      | 1      |
| Triathlon          | 1   | 0       | 0      | 1      |
| Tiro               | 0   | 1       | 3      | 4      |
| Canottaggio        | 0   | 1       | 1      | 2      |
| Ginnastica         | 0   | 1       | 1      | 2      |
| Tuffi              | 0   | 1       | 1      | 2      |
| Lotta              | 0   | 1       | 0      | 1      |
| Tennis tavolo      | 0   | 1       | 0      | 1      |
| Atletica leggera   | 0   | 0       | 1      | 1      |
| Calcio             | 0   | 0       | 1      | 1      |
| Vela               | 0   | 0       | 1      | 1      |

### Plurimedagliati
| Atleta                 | Sport       | Oro | Argento | Bronzo | Totale |
| ---------------------- | ----------- | --- | ------- | ------ | ------ |
| Hinrich Romeike        | Equitazione | 2   | 0       | 0      | 2      |
| Britta Steffen         | Nuoto       | 2   | 0       | 0      | 2      |
| Isabell Werth          | Equitazione | 1   | 1       | 0      | 2      |
| Heike Kemmer           | Equitazione | 1   | 0       | 1      | 2      |
| Katrin Wagner-Augustin | Canoa/kayak | 1   | 0       | 1      | 2      |
| Christian Gille        | Canoa/kayak | 0   | 1       | 1      | 2      |
| Tomasz Wylenzek        | Canoa/kayak | 0   | 1       | 1      | 2      |

## Atletica leggera

### Gare maschili
| Gara              | Atleta                                                                                  | Batterie | Batterie | Quarti  | Quarti | Semifinali | Semifinali | Finale | Finale |
| Gara              | Atleta                                                                                  | Tempo    | Pos.     | Tempo   | Pos.   | Tempo      | Pos.       | Tempo  | Pos.   |
| ----------------- | --------------------------------------------------------------------------------------- | -------- | -------- | ------- | ------ | ---------- | ---------- | ------ | ------ |
| 100 m             | Tobias Unger                                                                            | 10"46    | 4        | 10"36   | 7      |            |            |        |        |
| 1500 m            | Carsten Schlangen                                                                       |          |          | 3'36"34 | 6      | 3'37"94    | 8          |        |        |
| Staffetta 4x100 m | Marius Broening Till Helmke Martin Keller Alexander Kosenkow Ronny Ostwald Tobias Unger |          |          |         |        | 38"93      | 3          | 38"58  | 5      |
| Staffetta 4x400 m | Ruwen Faller Kamghe Gaba Simon Kirch Florian Seitz Bastian Swillims                     |          |          |         |        | 3'03"49    | 4          |        |        |

| Gara         | Atleta      | Tempo     | Posizione |
| ------------ | ----------- | --------- | --------- |
| Marcia 20 km | André Höhne | 1h 23'13" | 25        |
| Marcia 50 km | André Höhne | 3h 49'52" | 12        |

| Gara                   | Atleta            | Qualificazioni | Qualificazioni | Finale  | Finale |
| Gara                   | Atleta            | Misura         | Pos.           | Misura  | Pos.   |
| ---------------------- | ----------------- | -------------- | -------------- | ------- | ------ |
| Salto in alto          | Raúl Spank        | 2,29 m         | 5              | 2,32 m  | 5      |
| Salto con l'asta       | Danny Ecker       | 5,65 m         | 9              | 5,70 m  | 6      |
| Salto con l'asta       | Raphael Holzdeppe | 5,65 m         | 3              | 5,60 m  | 8      |
| Salto con l'asta       | Tim Lobinger      | 5,55 m         | 16             |         |        |
| Salto in lungo         | Sebastian Bayer   | 7,77 m         | 23             |         |        |
| Getto del peso         | Peter Sack        | 20,01 m        | 13             |         |        |
| Lancio del martello    | Markus Esser      | 77,60 m        | 6              | 77,10 m | 7      |
| Lancio del giavellotto | Stephan Steding   | 70,05 m        | 32             |         |        |
| Lancio del giavellotto | Alexander Vieweg  | 67,49 m        | 35             |         |        |

| Prova                  | Arthur Abele | Arthur Abele | Arthur Abele | André Niklaus | André Niklaus | André Niklaus | Michael Schrader | Michael Schrader | Michael Schrader |
| Prova                  | Risultato    | Punti        | Pos.         | Risultato     | Punti         | Pos.          | Risultato        | Punti            | Pos.             |
| ---------------------- | ------------ | ------------ | ------------ | ------------- | ------------- | ------------- | ---------------- | ---------------- | ---------------- |
| 100 metri              | 10"90        | 883          | 9            | 11"12         | 834           | 19            | 10"80            | 906              | 6                |
| Salto in lungo         | 6,47 m       | 691          | 37           | 7,29 m        | 883           | 11            | 7,70 m           | 985              | 3                |
| Getto del peso         | 13,55 m      | 701          | 28           | 13,23 m       | 681           | 33            | 13,67 m          | 708              | 26               |
| Salto in alto          | 1,90 m       | 714          | 28           | 2,05 m        | 850           | 6             | 1,99 m           | 794              | 11               |
| 400 metri              | non partito  | non partito  | non partito  | 49"65         | 831           | 17            | 48"47            | 886              | 7                |
| 110 metri ostacoli     | non partito  | non partito  | non partito  | 14"37         | 927           | 12            | 14"71            | 885              | 21               |
| Lancio del disco       | non partito  | non partito  | non partito  | 45,36 m       | 775           | 13            | 40,41 m          | 673              | 23               |
| Salto con l'asta       | non partito  | non partito  | non partito  | 5,20 m        | 972           | 1             | 4,80 m           | 849              | 8                |
| Lancio del giavellotto | non partito  | non partito  | non partito  | 60,21 m       | 741           | 17            | 60,27 m          | 742              | 15               |
| 1500 metri             | non partito  | non partito  | non partito  | 4'32"90       | 726           | 8             | 4'26"77          | 766              | 1                |
| Totale                 |              | non concluso | non concluso |               | 8220          | 8             |                  | 8194             | 10               |

### Gare femminili
| 100 m ostacoli    | Carolin Nytra                                                                           | 12"95 | 4 | 12"99   | 7 |         |   |  |  |  |  |
| 3000 siepi        | Antje Möldner                                                                           |       |   | 9'29"86 | 7 |         |   |  |  |  |  |
| Staffetta 4x100 m | Anne Möllinger Mareike Peters Verena Sailer Cathleen Tschirch Marion Wagner Katja Wakan |       |   | 43"59   | 3 | 43"28   | 5 |  |  |  |  |
| Staffetta 4x400 m | Jonna Tilgner Sorina Nwachukwu Florence Ekpo-Umoh Claudia Hoffmann Esther Cremer        |       |   | 3'25"55 | 4 | 3'28"45 | 8 |  |  |  |  |

| Gara         | Atleta              | Tempo     | Posizione |
| ------------ | ------------------- | --------- | --------- |
| 10000 m      | Sabrina Mockenhaupt | 31'14"21  | 13        |
| Maratona     | Susanne Hahn        | 2h 38'31" | 52        |
| Maratona     | Melanie Kraus       | 2h 35'17" | 30        |
| Marcia 20 km | Melanie Seeger      | 1h 31'57" | 23        |
| Marcia 20 km | Sabine Zimmer       | 1h 30'19" | 15        |

| Gara                   | Atleta               | Qualificazioni | Qualificazioni | Finale  | Finale |
| Gara                   | Atleta               | Misura         | Pos.           | Misura  | Pos.   |
| ---------------------- | -------------------- | -------------- | -------------- | ------- | ------ |
| Salto in alto          | Ariane Friedrich     | 1,93 m         | 2              | 1,96 m  | 7      |
| Salto con l'asta       | Carolin Hingst       | 4,50 m         | 6              | 4,65 m  | 6      |
| Salto con l'asta       | Anastasija Reiberger | 4,40 m         | 8              |         |        |
| Salto con l'asta       | Silke Spiegelburg    | 4,50 m         | 6              | 4,65 m  | 7      |
| Getto del peso         | Denise Hinrichs      | 18,36 m        | 19             |         |        |
| Getto del peso         | Nadine Kleinert      | 18,52 m        | 10             | 19,01 m | 7      |
| Getto del peso         | Christina Schwanitz  | 19,09 m        | 7              | 18,27 m | 11     |
| Lancio del martello    | Betty Heidler        | 71,51 m        | 7              | 70,06 m | 9      |
| Lancio del martello    | Kathrin Klaas        | 67,54 m        | 22             |         |        |
| Lancio del giavellotto | Katharina Molitor    | 60,92 m        | 9              | 59,64 m | 8      |
| Lancio del giavellotto | Steffi Nerius        | 63,94 m        | 3              | 65,29 m | 5      |
| Lancio del giavellotto | Christina Obergföll  | 67,52 m        | 2              | 66,13 m | Bronzo |

| Prova                  | Sonja Kesselschläger | Sonja Kesselschläger | Sonja Kesselschläger | Jennifer Oeser | Jennifer Oeser | Jennifer Oeser | Lilli Schwarzkopf | Lilli Schwarzkopf | Lilli Schwarzkopf |
| Prova                  | Risultato            | Punti                | Pos.                 | Risultato      | Punti          | Pos.           | Risultato         | Punti             | Pos.              |
| ---------------------- | -------------------- | -------------------- | -------------------- | -------------- | -------------- | -------------- | ----------------- | ----------------- | ----------------- |
| 100 metri ostacoli     | 13"50                | 1050                 | 7                    | 13"57          | 1040           | 12             | 13"73             | 1017              | 18                |
| Salto in alto          | 1,77 m               | 941                  | 17                   | 1,80 m         | 978            | 12             | 1,80 m            | 978               | 11                |
| Getto del peso         | 14,33 m              | 816                  | 8                    | 13,62 m        | 769            | 16             | 14,61 m           | 835               | 6                 |
| 200 metri              | 25"50                | 841                  | 35                   | 24"67          | 917            | 20             | 25"25             | 864               | 29                |
| Salto in lungo         | 6,04 m               | 862                  | 22                   | 6,16 m         | 899            | 11             | 5,96 m            | 837               | 27                |
| Lancio del giavellotto | 44,28 m              | 750                  | 13                   | 47,53 m        | 812            | 8              | 51,88 m           | 897               | 2                 |
| 800 metri              | 2'15"94              | 880                  | 19                   | 2'11"33        | 945            | 7              | 2'10"91           | 951               | 6                 |
| Totale                 |                      | 6140                 | 16                   |                | 6360           | 11             |                   | 6379              | 8                 |

## Badminton
| Gara              | Atleta                       | Turno 1                                                | Sedicesimi                                       | Ottavi                                               | Quarti                           | Semifinali | Finale |
| ----------------- | ---------------------------- | ------------------------------------------------------ | ------------------------------------------------ | ---------------------------------------------------- | -------------------------------- | ---------- | ------ |
| Singolo maschile  | Marc Zwiebler                | Scott Evans (Irlanda) 21-18, 18-21, 21-19              | Andrew Smith (Gran Bretagna) 16-21, 21-13, 21-17 | Hyunil Lee (Corea del Sud) 13-21, 11-21              |                                  |            |        |
| Singolo femminile | Juliane Schenk               | Maria Kristin Yulianti (Indonesia) 21-18, 13-21, 20-22 |                                                  |                                                      |                                  |            |        |
| Singolo femminile | Xu Huaiwen                   | bye                                                    | Anu Nieminen (Finlandia) 21-17, 21-8             | Tracey Hallam (Gran Bretagna) 21-10, 21-7            | Xie Xingfang (Cina) 19-21, 20-22 |            |        |
| Doppio misto      | Kristof Hopp Birgit Overzier |                                                        |                                                  | Flandy Limpele Vita Marissa (Indonesia) 12-21, 12-21 |                                  |            |        |

## Beach volley

### Torneo maschile
La Germania è stata rappresentata da due coppie: la prima formata da Julius Brink e Christoph Dieckmann, la seconda da David Klemperer e Eric Koreng.

#### Prima fase
Gruppo E
| 9 agosto  | 230.00 | Klemperer - Koreng | 2-1 ( 19-21, 22-20, 15-7) | Kjemperud - Skarlund | Beach Volleyball Ground |
| 11 agosto | 23:00  | Klemperer - Koreng | 0-2 (15-21, 15-21)        | Laciga M. - Schnider | Beach Volleyball Ground |
| 13 agosto | 20:00  | Nummerdor - Schuil | 2-0 (21-16, 21-16)        | Klemperer - Koreng   | Beach Volleyball Ground |

| posiz | squadra                          | G | W | P | Sv | Sp | Pf  | Ps  | Pts |
| ----- | -------------------------------- | - | - | - | -- | -- | --- | --- | --- |
| 1     | Nummerdor - Schuil (Paesi Bassi) | 3 | 3 | 0 | 6  | 1  | 133 | 106 | 6   |
| 2     | Laciga M. - Schnider (Svizzera)  | 3 | 2 | 1 | 4  | 2  | 113 | 102 | 5   |
| 3     | Klemperer - Koreng (Germania)    | 3 | 1 | 2 | 2  | 5  | 118 | 132 | 4   |
| 4     | Kjemperud - Skarlund (Norvegia)  | 3 | 0 | 3 | 2  | 6  | 123 | 147 | 3   |

Gruppo F
| 10 agosto | 20.00 | Brink - Dieckmann Ch. | 2-0 (21-18, 21-18) | Asahi - Shiratori   | Beach Volleyball Ground |
| 12 agosto | 22:00 | Brink - Dieckmann Ch. | 0-2 (15-21, 13-21) | Gibb - Rosenthal    | Beach Volleyball Ground |
| 14 agosto | 20:00 | Brink - Dieckmann Ch. | 0-2 (16-21, 20-22) | Boersma E. - Ronnes | Beach Volleyball Ground |

| posiz | squadra                           | G | W | P | Sv | Sp | Pf  | Ps  | Pts |
| ----- | --------------------------------- | - | - | - | -- | -- | --- | --- | --- |
| 1     | Gibb - Rosenthal (Stati Uniti)    | 3 | 3 | 0 | 6  | 1  | 142 | 111 | 6   |
| 2     | Asahi - Shiratori (Giappone)      | 3 | 1 | 2 | 3  | 5  | 147 | 151 | 4   |
| 3     | Boersma E. - Ronnes (Paesi Bassi) | 3 | 1 | 2 | 3  | 4  | 125 | 137 | 4   |
| 4     | Brink - Dieckmann Ch. (Germania)  | 3 | 1 | 2 | 2  | 4  | 106 | 121 | 4   |

Ripescaggi
| 14 agosto | 22.00 | Boersma E. - Ronnes | 0-2 (16-21, 25-27) | Klemperer - Koreng | Beach Volleyball Ground |

#### Seconda fase
| Ottavi di finale | Ottavi di finale | Ottavi di finale   | Ottavi di finale   | Ottavi di finale    | Ottavi di finale        |
| ---------------- | ---------------- | ------------------ | ------------------ | ------------------- | ----------------------- |
| 16 agosto        | 10.00            | Xu - Wu            | 0-2 (15-21, 18-21) | Klemperer - Koreng  | Beach Volleyball Ground |
| Quarti di finale |                  |                    |                    |                     |                         |
| 18 agosto        | 10.00            | Klemperer - Koreng | 0-2 (13-21, 23-25) | Rogers - Dalhausser | Beach Volleyball Ground |

### Torneo femminile
Due coppie tedesche hanno partecipato ai Giochi: la prima formata da Sara Goller e Laura Ludwig, la seconda da Stephanie Pohl e Okka Rau.

#### Prima fase
Gruppo D
| 10 agosto | 18.00 | Goller - Ludwig | 2-0 (21-12, 21-14) | Augoustides - Nel            | Beach Volleyball Ground |
| 12 agosto | 19:00 | Xue - Zhang Xi  | 2-0 (21-14, 21-18) | Goller - Ludwig              | Beach Volleyball Ground |
| 14 agosto | 14:00 | Goller - Ludwig | 2-0 (24-22, 21-12) | Koutroumanidou - Tsiartsiani | Beach Volleyball Ground |

| posiz | squadra                               | G | W | P | Sv | Sp | Pf  | Ps  | Pts |
| ----- | ------------------------------------- | - | - | - | -- | -- | --- | --- | --- |
| 1     | Xue - Zhang Xi (Cina)                 | 3 | 3 | 0 | 6  | 1  | 139 | 105 | 6   |
| 2     | Goller - Ludwig (Germania)            | 3 | 2 | 1 | 4  | 2  | 119 | 102 | 5   |
| 3     | Koutroumanidou - Tsiartsiani (Grecia) | 3 | 1 | 2 | 3  | 4  | 127 | 120 | 4   |
| 4     | Augoustides - Nel (Sudafrica)         | 3 | 0 | 3 | 0  | 6  | 68  | 126 | 3   |

Gruppo E
| 09/08/2008 | 19.00 | Pohl - Rau       | 2-0 (21-17, 21-19) | Esteves Ribalta - M. Crespo | Beach Volleyball Ground |
| 11 agosto  | 18:00 | Branagh - Youngs | 2-0 (21-17, 21-16) | Pohl - Rau                  | Beach Volleyball Ground |
| 13 agosto  | 23:00 | Pohl - Rau       | 2-0 (21-19, 21-18) | Kadijk R. - Mooren          | Beach Volleyball Ground |

| posiz | squadra                            | G | W | P | Sv | Sp | Pf  | Ps  | Pts |
| ----- | ---------------------------------- | - | - | - | -- | -- | --- | --- | --- |
| 1     | Branagh - Youngs (Stati Uniti)     | 3 | 3 | 0 | 6  | 1  | 139 | 129 | 6   |
| 2     | Pohl - Rau (Germania)              | 3 | 2 | 1 | 4  | 2  | 117 | 115 | 5   |
| 3     | Esteves Ribalta - M. Crespo (Cuba) | 3 | 1 | 2 | 3  | 4  | 130 | 117 | 4   |
| 4     | Kadijk R. - Mooren (Paesi Bassi)   | 3 | 0 | 3 | 0  | 6  | 107 | 132 | 3   |

#### Seconda fase
| Ottavi di finale | Ottavi di finale | Ottavi di finale    | Ottavi di finale          | Ottavi di finale      | Ottavi di finale        |
| ---------------- | ---------------- | ------------------- | ------------------------- | --------------------- | ----------------------- |
| 15 agosto        | 18.00            | Goller - Ludwig     | 1-2 (21-23, 21-11, 16-18) | Schwaiger - Schwaiger | Beach Volleyball Ground |
| 15 agosto        | 21.00            | Larissa - Ana Paula | 2-0 (21-18, 21-14)        | Pohl - Rau            | Beach Volleyball Ground |

## Calcio

### Torneo femminile

#### Squadra
Allenatore:  Silvia Neid
| N. | Pos. | Giocatore              | Data nascita (età)     | Pres. | Reti | Squadra            |
| -- | ---- | ---------------------- | ---------------------- | ----- | ---- | ------------------ |
| 1  | P    | Nadine Angerer         | 10 novembre 1978 (29)  |       |      | Djurgårdens        |
| 2  | D    | Kerstin Stegemann      | 29 settembre 1977 (30) |       |      | Wattenscheid 09    |
| 3  | D    | Saskia Bartusiak       | 9 settembre 1982 (25)  |       |      | 1. FFC Francoforte |
| 4  | D    | Babett Peter           | 12 maggio 1988 (20)    |       |      | Turbine Potsdam    |
| 5  | D    | Annike Krahn           | 1º luglio 1985 (23)    |       |      | 2001 Duisburg      |
| 6  | D    | Linda Bresonik         | 7 dicembre 1983 (24)   |       |      | SGS Essen          |
| 7  | C    | Melanie Behringer      | 18 novembre 1979 (28)  |       |      | Friburgo           |
| 8  | A    | Sandra Smisek          | 3 luglio 1977 (31)     |       |      | 1. FFC Francoforte |
| 9  | A    | Birgit Prinz           | 25 ottobre 1977 (30)   |       |      | 1. FFC Francoforte |
| 10 | C    | Renate Lingor          | 11 ottobre 1975 (32)   |       |      | 1. FFC Francoforte |
| 11 | C    | Anja Mittag            | 16 maggio 1985 (23)    |       |      | Turbine Potsdam    |
| 12 | P    | Ursula Holl            | 11 ottobre 1975 (32)   |       |      | Bad Neuenahr       |
| 13 | C    | Célia Okoyino da Mbabi | 27 giugno 1988 (20)    |       |      | Bad Neuenahr       |
| 14 | C    | Simone Laudehr         | 12 luglio 1986 (22)    |       |      | 2001 Duisburg      |
| 15 | C    | Fatmire Bajramaj       | 1º aprile 1988 (20)    |       |      | 2001 Duisburg      |
| 16 | A    | Conny Pohlers          | 16 novembre 1978 (29)  |       |      | 1. FFC Francoforte |
| 17 | C    | Ariane Hingst          | 25 luglio 1979 (29)    |       |      | Djurgårdens        |
| 18 | C    | Kerstin Garefrekes     | 4 settembre 1979 (28)  |       |      | 1. FFC Francoforte |

#### Prima fase
| Shenyang 6 agosto 2008, ore 17:00 UTC+8 | Germania | 0 – 0 referto | Brasile | Stadio Olimpico (20.703 spett.)\| Arbitro: \| Seitz \| |
| Arbitro:                                | Seitz    |               |         |                                                        |

| Arbitro: | Palmqvist |

|  |           |               |
|  | Marcatori | 64’ Stegemann |

| Arbitro: | Ferreira-James |

|  |           |            |
|  | Marcatori | 86’ Mittag |

| Squadra        | P.ti | G | V | N | P | GF | GS | DR |
| -------------- | ---- | - | - | - | - | -- | -- | -- |
| Brasile        | 7    | 3 | 2 | 1 | 0 | 5  | 2  | +3 |
| Germania       | 7    | 3 | 2 | 1 | 0 | 2  | 0  | +2 |
| Corea del Nord | 3    | 3 | 1 | 0 | 2 | 2  | 3  | -1 |
| Nigeria        | 0    | 3 | 0 | 0 | 3 | 1  | 5  | -4 |

#### Seconda fase
Quarti di finale
| Arbitro: | Damková |

|  |           |                         |
|  | Marcatori | 105’ Garefrekes Laudehr |

Semifinale
| Arbitro: | Hong |

|                                          |           |           |
| Formiga 43’ Cristiane 49’, 76’ Marta 53’ | Marcatori | 10’ Prinz |

Finale per il bronzo
| Arbitro: | Alvarez |

|                   |           |  |
| Bajramaj 68’, 87’ | Marcatori |  |

## Canoa/kayak
| Gara      | Atleta                                                               | Batterie | Batterie | Semifinali | Semifinali | Finale   | Finale  |
| Gara      | Atleta                                                               | Tempo    | Pos.     | Tempo      | Pos.       | Tempo    | Pos.    |
| --------- | -------------------------------------------------------------------- | -------- | -------- | ---------- | ---------- | -------- | ------- |
| C1 500 m  | Andreas Dittmer                                                      | 1049"527 | 4        | 1'53"182   | 4          |          |         |
| C1 1000 m | Andreas Dittmer                                                      | 4'00"505 | 2        | 3'58"595   | 2          | 3'57"894 | 8       |
| C2 500 m  | Christian Gille Thomasz Wylenzek                                     | 1'41"513 | 1        | bye        | bye        | 1'41"964 | Bronzo  |
| C2 1000 m | Christian Gille Thomasz Wylenzek                                     | 3'40"939 | 1        | bye        | bye        | 3'36"588 | Argento |
| K1 500 m  | Jonas Ems                                                            | 1'38"819 | 2        | 1'44"717   | 6          |          |         |
| K1 1000 m | Max Hoff                                                             | 3'30"316 | 3        | 3'32"847   | 1          | 3'29"391 | 5       |
| K2 500 m  | Ronald Rauhe Tim Wieskötter                                          | 1'28"736 | 1        | bye        | bye        | 1'28"827 | Argento |
| K2 1000 m | Martin Hollstein Andreas Ihle                                        | 3'15"987 | 1        | bye        | bye        | 3'11"809 | Oro     |
| K4 1000 m | Lutz Altepost Norman Bröckl Torsten Eckbrett Bjorn Hogel Goldschmidt | 2'57"148 | 1        | bye        | bye        | 2'56"676 | Bronzo  |

| Gara     | Atleta                                                                          | Batterie | Batterie | Semifinali | Semifinali | Finale   | Finale |
| Gara     | Atleta                                                                          | Tempo    | Pos.     | Tempo      | Pos.       | Tempo    | Pos.   |
| -------- | ------------------------------------------------------------------------------- | -------- | -------- | ---------- | ---------- | -------- | ------ |
| K1 500 m | Katrin Wagner-Augustin                                                          | 1'48"875 | 1        | bye        | bye        | 1'51"022 | Bronzo |
| K2 500 m | Fanny Fischer Nicole Reinhardt                                                  | 1'43"212 | 1        | bye        | bye        | 1'42"899 | 4      |
| K4 500 m | Fanny Fischer Carolin Martina Leonhardt Nicole Reinhardt Katrin Wagner-Augustin | 1'33"912 | 1        | bye        | bye        | 1'32"231 | Oro    |

| Gara         | Atleta                         | Preliminari | Preliminari | Preliminari | Preliminari | Semifinali | Semifinali | Finale | Finale | Finale | Finale |
| Gara         | Atleta                         | Manche 1    | Manche 2    | Totale      | Pos.        | Tempo      | Pos.       | Tempo  | Pos.   | Totale | Pos.   |
| ------------ | ------------------------------ | ----------- | ----------- | ----------- | ----------- | ---------- | ---------- | ------ | ------ | ------ | ------ |
| C1 maschile  | Jan Benzien                    | 85"92       | 84"58       | 170"50      | 2           | 95"15      | 12         |        |        |        |        |
| C2 maschile  | Felix Michel Sebastian Piersig | 96"04       | 96"33       | 192"37      | 5           | 94"38      | 1          | 110"05 | 6      | 204"43 | 6      |
| K1 maschile  | Alexander Grimm                | 84"90       | 84"36       | 169"26      | 4           | 87"31      | 4          | 84"39  | 1      | 171"70 | Oro    |
| K1 femminile | Jennifer Bongardt              | 92"79       | 94"58       | 189"37      | 4           | 203"29     | 15         |        |        |        |        |

## Canottaggio
| Gara                     | Atleta | Batterie | Batterie | Quarti/ Ripescaggi | Quarti/ Ripescaggi | Semifinali  | Semifinali  | Finale  | Finale       |
| Gara                     | Atleta | Tempo    | Pos.     | Tempo              | Pos.               | Tempo       | Pos.        | Tempo   | Pos.         |
| ------------------------ | --- | -------- | -------- | ------------------ | ------------------ | ----------- | ----------- | ------- | ------------ |
| Singolo                  | Marcel Hacker | 7'26"71  | 2        | 6'48"85            | 1                  | 7'03"05     | 4           | 7'07"82 | 1 (finale B) |
| 2 senza                  | Tom Lehmann Felix Drahotta | 6'48"60  | 3        | bye                | bye                | 6'37"26     | 3           | 6'47"40 | 4            |
| 2 di coppia              | Karsten Brodowski Clemens Wenzel | 6'29"60  | 3        | bye                | bye                | 6'28"46     | 6           | 6'37"97 | 3 (finale B) |
| 2 di coppia pesi leggeri | Manuel Brehmer Jonathan Koch | 6'21"99  | 3        | 6'41"48            | 1                  | 6'37"07     | 4           | 6'28"99 | 3 (finale B) |
| 4 senza                  | Philipp Adamski Gregor Hauffe Urs Käufer Toni Seifert                                                                                                | 6'00"95  | 2        | bye                | bye                | 5'58"72     | 3           | 6'19"63 | 6            |
| 4 di coppia              | René Bertram Hans Gruhne Stephan Krüger Christian Schreiber                                                                                          | 5'43"48  | 2        | bye                | bye                | 5'53"56     | 3           | 5'50"96 | 6            |
| 4 senza pesi leggeri     | Jochen Kühner Martin Kühner Jost Schömann-Finck Bastian Seibt                                                                                        | 5'50"16  | 1        | bye                | bye                | non partiti | non partiti |         |              |
| Otto                     | Florian Eichner Matthias Flach Florian Mennigen Philipp Naruhn Andreas Penkner Sebastian Schmidt Peter Thiede (timoniere) Jochen Urban Kristof Wilke | 5'37"56  | 4        | 5'47"05            | 6                  |             |             | 5'36"89 | 2 (finale B) |

| Gara                     | Atleta | Batterie | Batterie | Quarti/ Ripescaggi | Quarti/ Ripescaggi | Semifinali | Semifinali | Finale  | Finale  |
| Gara                     | Atleta | Tempo    | Pos.     | Tempo              | Pos.               | Tempo      | Pos.       | Tempo   | Pos.    |
| ------------------------ | --- | -------- | -------- | ------------------ | ------------------ | ---------- | ---------- | ------- | ------- |
| 2 senza                  | Maren Derlien Lenka Wech | 7'28"66  | 2        | 7'27"02            | 2                  |            |            | 7'25"73 | 4       |
| 2 di coppia              | Christiane Huth Annekatrin Thiele | 7'09"06  | 2        | 6'55"96            | 2                  |            |            | 7'07"33 | Argento |
| 2 di coppia pesi leggeri | Berit Carow Marie-Louise Dräger | 6'51"96  | 1        | bye                | bye                | 7'04"95    | 3          | 6'56"72 | 4       |
| Otto                     | Christina Hennings Elke Hippler Kerstin Naumann Katrin Reinert Annina Ruppel (timoniere) Magdalena Schmude Nadine Schmutzler Nina Wengert Nicole Zimmermann | 6'14"42  | 4        | 6'14"45            | 5                  |            |            |         |         |

## Ciclismo

### Su pista
| Gara                  | Atleta      | Qualificazione | Qualificazione | Secondo turno | Secondo turno | Secondo turno | Finale | Finale     |
| Gara                  | Atleta      | Tempo          | Pos.           | Tempo         | Avversario    | Pos.          | Tempo  | Avversario |
| --------------------- | ----------- | -------------- | -------------- | ------------- | ------------- | ------------- | ------ | ---------- |
| Individuale femminile | Verena Jooß | 3'34"480       | 11             |               |               |               |        |            |

| Velocità maschile | Maximilian Levy                          | 10"199 | 6 | Teun Mulder (Paesi Bassi) Vinto (10"840) | Ryan Bayley (Australia) Vinto (10"763)                          | Teun Mulder (Paesi Bassi) 2-0 | Jason Kenny (Gran Bretagna) 0-2            | Mickaël Bourgain (Francia) 1-2  |
| Velocità maschile | Stefan Nimke                             | 10"064 | 3 | Zhang Lei (Cina) Vinto (10"828)          | Teun Mulder (Paesi Bassi) Perso (10"888) Secondo nei ripescaggi |                               |                                            |                                 |
| Squadre maschile  | René Enders Maximilian Levy Stefan Nimke | 44"197 | 3 |                                          |                                                                 |                               | Giappone Vinto (43"699-44"437) Terzo tempo | Australia Vinto (44"014-44"022) |

| Gara                    | Atleta                   | Punti        | Pos.         |
| ----------------------- | ------------------------ | ------------ | ------------ |
| Corsa a punti maschile  | Roger Kluge              | 58           | Argento      |
| Corsa a punti femminile | Verena Jooß              | non concluso | non concluso |
| Madison maschile        | Roger Kluge Olaf Pollack | 15           | 5            |

| Atleta            | Preliminari | Ripescaggi | Semifinale | Finale |
| ----------------- | ----------- | ---------- | ---------- | ------ |
| Carsten Bergemann | 2           |            | 3          | 5      |
| Maximilian Levy   | 7           | 2          |            |        |

### Su strada e Cross country
| Gara                     | Atleta            | Tempo        | Posizione    |
| ------------------------ | ----------------- | ------------ | ------------ |
| Corsa in linea maschile  | Gerald Ciolek     | non concluso | non concluso |
| Corsa in linea maschile  | Bert Grabsch      | non concluso | non concluso |
| Corsa in linea maschile  | Stefan Schumacher | non concluso | non concluso |
| Corsa in linea maschile  | Jens Voigt        | non concluso | non concluso |
| Corsa in linea maschile  | Fabian Wegmann    | 6h 26'17"    | 21           |
| Cronometro maschile      | Bert Grabsch      | 1h 05'26"    | 14           |
| Cronometro maschile      | Stefan Schumacher | 1h 05'25"    | 13           |
| Corsa in linea femminile | Judith Arndt      | 3h 33'51"    | 41           |
| Corsa in linea femminile | Hanka Kupfernagel | 3h 33'25"    | 39           |
| Corsa in linea femminile | Trixi Worrack     | 3h 32'52"    | 20           |
| Cronometro femminile     | Judith Arndt      | 35'59"       | 6            |
| Cronometro femminile     | Hanka Kupfernagel | 36'35"       | 11           |
| Cross country maschile   | Manuel Fumic      | 2h 01'16"    | 11           |
| Cross country maschile   | Wolfram Kurschat  | -2 giri      | 33           |
| Cross country maschile   | Moritz Milatz     | 2h 02'59"    | 16           |
| Cross country femminile  | Adelheid Morath   | 2h 02'25"    | 18           |
| Cross country femminile  | Sabine Spitz      | 1h 45'11"    | Oro          |

## Equitazione
| Gara        | Atleta                                                                     | Cavallo             | Dressage | Cross country | Salto | Salto di finale | Totale | Posizione |
| ----------- | -------------------------------------------------------------------------- | ------------------- | -------- | ------------- | ----- | --------------- | ------ | --------- |
| Individuale | Andreas Dibowski                                                           | Butts Leon          | 39,60    | 17,60         | 0     | 8               | 65,20  | 8         |
| Individuale | Ingrid Klimke                                                              | Abraxxas            | 33,50    | 17,20         | 4     | 2               | 59,70  | 5         |
| Individuale | Frank Ostholt                                                              | Mr. Medicott        | 44,60    | 13,20         | 0     |                 | 57,80  | 25        |
| Individuale | Hinrich Romeike                                                            | Marius              | 37,40    | 12,80         | 4     | 0               | 54,20  | Oro       |
| Individuale | Peter Thomsen                                                              | The Ghost of Hamish | 53,60    | 25,60         | 4     |                 | 102,90 | 38        |
| Squadre     | Andreas Dibowski Ingrid Klimke Frank Ostholt Hinrich Romeike Peter Thomsen | v. sopra            | 110,50   | 47,60         | 8     |                 | 166,10 | Oro       |

| Gara        | Atleta                                       | Cavallo   | Test   | Test | Special test | Special test | Freestyle | Freestyle | Totale | Totale  |
| Gara        | Atleta                                       | Cavallo   | Punti  | Pos. | Punti        | Pos.         | Punti     | Pos.      | Punti  | Pos.    |
| ----------- | -------------------------------------------- | --------- | ------ | ---- | ------------ | ------------ | --------- | --------- | ------ | ------- |
| Individuale | Nadine Capellmann                            | Elvis VA  | 70,083 | 9    | 67,240       | 17           |           |           |        |         |
| Individuale | Heike Kemmer                                 | Bonaparte | 72,250 | 3    | 72,960       | 3            | 75,950    | 4         | 74,445 | Bronzo  |
| Individuale | Isabell Werth                                | Satchmo   | 76,417 | 1    | 75,200       | 1            | 78,100    | 2         | 76,650 | Argento |
| Squadre     | Nadine Capellmann Heike Kemmer Isabell Werth | v. sopra  |        |      |              |              |           |           | 72,917 | Oro     |

| Gara        | Atleta                                                                      | Cavallo          | Qualificazioni | Qualificazioni | Qualificazioni | Qualificazioni | Qualificazioni | Qualificazioni | Finale  | Finale  | Finale  | Finale  | Finale | Finale | Spareggio | Spareggio | Spareggio |
| Gara        | Atleta                                                                      | Cavallo          | Turno 1        | Turno 1        | Turno 2        | Turno 2        | Turno 3        | Turno 3        | Turno A | Turno A | Turno B | Turno B | Totale | Totale | Spareggio | Spareggio | Spareggio |
| Gara        | Atleta                                                                      | Cavallo          | Pen.           | Pos.           | Pen.           | Pos.           | Pen.           | Pos.           | Pen.    | Pos.    | Pen.    | Pos.    | Pen.   | Pos.   | Pen.      | Tempo     | Pos.      |
| ----------- | --------------------------------------------------------------------------- | ---------------- | -------------- | -------------- | -------------- | -------------- | -------------- | -------------- | ------- | ------- | ------- | ------- | ------ | ------ | --------- | --------- | --------- |
| Individuale | Christian Ahlmann                                                           | Coster           | 10             | 56             | 8              | 40             | 4              | 31             |         |         |         |         |        |        |           |           |           |
| Individuale | Ludger Beerbaum                                                             | All Inclusive    | 10             | 56             | 8              | 40             | 6              | 33             | 4       | 11      | 0       | 3       | 4      | 7      | 4         | 36,16     | 7         |
| Individuale | Marco Kutscher                                                              | Cornet Obolensky | 6              | 46             | 13             | 44             | 29             | 43             |         |         |         |         |        |        |           |           |           |
| Individuale | Meredith Michaels-Beerbaum                                                  | Shutterfly       | 6              | 46             | 4              | 26             | 4              | 16             | 4       | 11      | 0       | 3       | 4      | 3      | 0         | 35,37     | 4         |
| Squadre     | Christian Ahlmann Ludger Beerbaum Marco Kutscher Meredith Michaels-Beerbaum | v. sopra         |                |                |                |                | 22             | 12             | 20      | 8       | 14      | 5       | 34     | 5      |           |           |           |

## Ginnastica

### Ginnastica artistica
| Gara                         | Atleta                                                                                        | Volteggio | Corpo libero | Cavallo con maniglie | Anelli | Parallele | Sbarra | Trave  | Totale  | Posizione | Finali                                                |
| ---------------------------- | --------------------------------------------------------------------------------------------- | --------- | ------------ | -------------------- | ------ | --------- | ------ | ------ | ------- | --------- | ----------------------------------------------------- |
| Qualificazioni maschili      | Thomas Andergassen                                                                            | -         | -            | 14,900               | 15,525 | 14,675    | -      |        | 45,100  | 75        | nessuna                                               |
| Qualificazioni maschili      | Phillip Boy                                                                                   | 16,200    | 14,450       | 14,675               | 14,650 | 15,125    | 14,375 |        | 89,475  | 21        | concorso individuale                                  |
| Qualificazioni maschili      | Fabian Hambüchen                                                                              | 16,300    | 15,800       | 13,100               | 14,975 | 16,050    | 16,200 |        | 92,425  | 2         | concorso individuale, corpo libero, parallele, sbarra |
| Qualificazioni maschili      | Robert Juckel                                                                                 | 15,050    | 14,850       | 14,850               | 14,425 | -         | 14,750 |        | 73,925  | 56        | nessuna                                               |
| Qualificazioni maschili      | Marcel Nguyen                                                                                 | 16,225    | 15,425       | -                    | 14,850 | 14,875    | 14,450 |        | 75,825  | 49        | nessuna                                               |
| Qualificazioni maschili      | Eugen Spiridonov                                                                              | 15,650    | 15,025       | 14,475               | -      | 15,450    | 14,400 |        | 75,000  | 53        | nessuna                                               |
| Concorso a squadre maschile  | Thomas Andergassen Phillip Boy Fabian Hambüchen Robert Juckel Marcel Nguyen Eugen Spiridonov  | 64,375    | 61,100       | 58,900               | 60,000 | 61,500    | 59,800 |        | 365,675 | 5         | sì                                                    |
| Qualificazioni femminili     | Katja Abel                                                                                    | 14,250    | 13,475       |                      |        | 14,650    |        | 14,075 | 56,450  | 40        | nessuna                                               |
| Qualificazioni femminili     | Daria Bijak                                                                                   | 14,175    | 14,475       |                      |        | 14,650    |        | 11,150 | 54,450  | 51        | nessuna                                               |
| Qualificazioni femminili     | Anja Brinker                                                                                  | -         | -            |                      |        | 15,125    |        | -      | 15,125  | 94        | nessuna                                               |
| Qualificazioni femminili     | Oksana Chusovitina                                                                            | 15,800    | 14,450       |                      |        | 14,725    |        | 14,400 | 59,375  | 14        | concorso individuale, volteggio                       |
| Qualificazioni femminili     | Marie-Sophie Hindermann                                                                       | 14,925    | 12,400       |                      |        | 13,125    |        | 13,425 | 53,875  | 55        | nessuna                                               |
| Qualificazioni femminili     | Joeline Möbius                                                                                | 13,675    | 14,275       |                      |        | -         |        | 13,925 | 41,875  | 79        | nessuna                                               |
| Concorso a squadre femminile | Katja Abel Daria Bijak Anja Brinker Oksana Chusovitina Marie-Sophie Hindermann Joeline Möbius | 59,150    | 56,675       |                      |        | 59,150    |        | 55,825 | 230,800 | 12        | no                                                    |

| Gara                           | Atleta                                                                                       | Punteggio | Posizione |
| ------------------------------ | -------------------------------------------------------------------------------------------- | --------- | --------- |
| Concorso individuale maschile  | Phillip Boy                                                                                  | 90,675    | 13        |
| Concorso individuale maschile  | Fabian Hambüchen                                                                             | 91,675    | 7         |
| Corpo libero maschile          | Fabian Hambüchen                                                                             | 15,650    | 4         |
| Parallele simmetriche maschili | Fabian Hambüchen                                                                             | 15,975    | 4         |
| Sbarra maschile                | Fabian Hambüchen                                                                             | 15,650    | Bronzo    |
| Concorso a squadre maschile    | Thomas Andergassen Phillip Boy Fabian Hambüchen Robert Juckel Marcel Nguyen Eugen Spiridonov | 274,600   | 4         |
| Concorso individuale femminile | Oksana Chusovitina                                                                           | 60,125    | 9         |
| Volteggio femminile            | Oksana Chusovitina                                                                           | 15,575    | Argento   |

### Trampolino
| Gara                 | Atleta         | Qualificazioni | Qualificazioni | Finale | Finale |
| Gara                 | Atleta         | Punti          | Pos.           | Punti  | Pos.   |
| -------------------- | -------------- | -------------- | -------------- | ------ | ------ |
| Trampolino maschile  | Henrik Stehlik | 64,60          | 18             |        |        |
| Trampolino femminile | Anna Dogonadze | 64,30          | 7              | 18,90  | 8      |

## Hockey su prato

### Torneo maschile
La nazionale tedesca si è qualificata per i Giochi nell'ultimo torneo preolimpico mondiale.

#### Squadra
La squadra era formata da:
- Philip Witte
- Maximilian Müller
- Sebastian Biederlack
- Carlos Nevado
- Moritz Fürste
- Tobias Hauke
- Tibor Weißenborn
- Benjamin Wess
- Niklas Meinert
- Timo Weß (capitano)
- Oliver Korn
- Christopher Zeller
- Max Weinhold (portiere)
- Matthias Witthaus
- Florian Keller
- Philipp Zeller

#### Prima fase
| Data      | Ora locale | Partita       | Partita | Partita       |
| --------- | ---------- | ------------- | ------- | ------------- |
| 11 agosto | 8.30       | Germania      | 4-1     | Cina          |
| 13 agosto | 18.30      | Belgio        | 1-1     | Germania      |
| 15 agosto | 20.30      | Corea del Sud | 3-3     | Germania      |
| 17 agosto | 21.00      | Germania      | 1-0     | Spagna        |
| 19 agosto | 10.30      | Germania      | 3-1     | Nuova Zelanda |

| Squadra       | P.ti | G | V | P | S | GF | GS | DR |
| ------------- | ---- | - | - | - | - | -- | -- | -- |
| Spagna        | 12   | 5 | 4 | 0 | 1 | 9  | 5  | +4 |
| Germania      | 11   | 5 | 3 | 2 | 0 | 12 | 6  | +6 |
| Corea del Sud | 7    | 5 | 2 | 1 | 2 | 13 | 11 | +2 |
| Nuova Zelanda | 7    | 5 | 2 | 1 | 2 | 10 | 9  | +1 |
| Belgio        | 4    | 5 | 1 | 1 | 3 | 9  | 13 | −4 |
| Cina          | 1    | 5 | 0 | 1 | 4 | 7  | 16 | −9 |

#### Seconda fase
Semifinale
| Arbitro: | David Gentles (AUS), John Wright (RSA) |

|           |           |               |
| Hoyng 66' | Marcatori | 68' P. Zeller |

Finale
| Arbitro: | Henrik Ehlers (DEN), David Gentles (AUS) |

|  |           |            |
|  | Marcatori | Zeller 16' |

### Torneo femminile
La nazionale tedesca si è qualificata per i Giochi vincendo il campionato europeo del 2007.

#### Squadra
La squadra era formata da:
- Tina Bachmann
- Mandy Haase
- Natascha Keller
- Martina Heinlein
- Eileen Hoffmann
- Marion Rodewald (capitano)
- Katharina Scholz
- Fanny Rinne
- Anke Kuehn
- Janine Beermann
- Maike Stoeckel
- Janne Mueller-Wieland
- Christina Schuetze
- Pia Eidmann
- Julia Mueller
- Kristina Reynolds (portiere)

#### Prima fase
| Data      | Ora locale | Partita     | Partita | Partita       |
| --------- | ---------- | ----------- | ------- | ------------- |
| 10 agosto | 21.00      | Germania    | 5-1     | Gran Bretagna |
| 12 agosto | 21.00      | Germania    | 2-1     | Nuova Zelanda |
| 14 agosto | 10.30      | Stati Uniti | 2-4     | Germania      |
| 16 agosto | 18.00      | Germania    | 0-4     | Argentina     |
| 18 agosto | 08.30      | Germania    | 1-0     | Giappone      |

| Squadra          | P.ti | G | V | P | S | GF | GS | DR |
| ---------------- | ---- | - | - | - | - | -- | -- | -- |
| 1. Germania      | 12   | 5 | 4 | 0 | 1 | 12 | 8  | +4 |
| 2. Argentina     | 11   | 5 | 3 | 2 | 0 | 13 | 7  | +6 |
| 3. Gran Bretagna | 8    | 5 | 2 | 2 | 1 | 7  | 9  | −2 |
| 4. Stati Uniti   | 6    | 5 | 1 | 3 | 1 | 9  | 8  | +1 |
| 5. Giappone      | 4    | 5 | 1 | 1 | 3 | 5  | 7  | −2 |
| 6. Nuova Zelanda | 0    | 5 | 0 | 0 | 5 | 6  | 13 | −7 |

#### Seconda fase
Semifinale
| Arbitro: | Carolina De La Fuente (ARG), Julie Ashton-Lucy (AUS) |

|                        |           |                                           |
| Keller 3' Beermann 35' | Marcatori | 30' Gao Lihua 38' Ma Yibo 57' Zhao Yudiao |

Finale per il bronzo
| Arbitro: | Julie Ashton-Lucy (AUS), Marelize de Klerk (RSA) |

|                                                              |           |                |
| Rosario Luchetti 11' Carla Rebecchi 22' Noel Barrionuevo 63' | Marcatori | 45' Anke Kuehn |

## Judo
| Gara    | Atleta          | Tabellone principale                    | Tabellone principale                         | Tabellone principale             | Tabellone principale              | Tabellone principale                  | Ripescaggi                             | Ripescaggi                             | Ripescaggi | Ripescaggi |
| Gara    | Atleta          | Sedicesimi                              | Ottavi                                       | Quarti                           | Semifinali                        | Finale                                | 1º turno                               | Quarti                                 | Semifinali | Finale     |
| ------- | --------------- | --------------------------------------- | -------------------------------------------- | -------------------------------- | --------------------------------- | ------------------------------------- | -------------------------------------- | -------------------------------------- | ---------- | ---------- |
| 81 kg   | Ole Bischof     | Mehman Azizov (Azerbaigian) 0020-0011   | Travis Stevens (Stati Uniti) 0011-0001       | Tiago Camilo (Brasile) 0200-0000 | Roman Gontiuk (Ucraina) 0011-0001 | Kim Jae-Bum (Corea del Sud) 0010-0000 |                                        |                                        |            |            |
| 90 kg   | Michael Pinske  | Sergei Aschwanden (Svizzera) 0000-0010  |                                              |                                  |                                   |                                       |                                        |                                        |            |            |
| 100 kg  | Benjamin Behrla | Ruslan Gasymov (Russia) 1100-0001       | Naidangiin Tüvshinbayar (Mongolia) 0001-0021 |                                  |                                   |                                       | Keiji Suzuki (Giappone) 1000-0000      | Jang Sung-Ho (Corea del Sud) 0000-1000 |            |            |
| +100 kg | Andreas Tölzer  | Abdullo Tangriev (Uzbekistan) 0000-0211 |                                              |                                  |                                   |                                       | Janusz Wojnarowicz (Polonia) 0100-0010 | Teddy Riner (Francia) 0010-0020        |            |            |

| 48 kg  | Michaela Baschin           | bye                                        | Meriem Moussa (Algeria) 0101-0000      | Yanet Bermoy (Cuba) 0000-0001             |                                   |  |                                              | Lyudmila Bogdanova (Cuba) 0000-0001       |                                        |                                      |  |  |
| 52 kg  | Romy Tarangul              | Zinura Djuraeva (Uzbekistan) 1101-0000     | Misato Nakamura (Giappone) 0000-00001  |                                           |                                   |  |                                              | Ilse Heylen (Belgio) 0000-0002            |                                        |                                      |  |  |
| 57 kg  | Yvonne Bönisch             | Giulia Quintavalle (Italia) 0001-0101      |                                        |                                           |                                   |  | Khishigbatyn Erdenet-Od (Mongolia) 0110-0001 | Babara Harel (Francia) 0000-0001          |                                        |                                      |  |  |
| 63 kg  | Anna Von Harnier           | Silulu A'Etonu (Samoa Americane) 1000-0000 | Battugs Tumen-Od (Mongolia) 1001-0000  | Lucie Decosse (Francia) 0001-1001         |                                   |  |                                              | Urška Žolnir (Belgio) 0000-0200           |                                        |                                      |  |  |
| 70 kg  | Annett Böhm                | Gisele Mendy (Senegal) 1000-0000           | Nataliya Smal (Ucraina) 1001-0010      | Leire Iglesias (Spagna) 1000-0000         | Anaysi Hernández (Cuba) 0010-1000 |  |                                              |                                           |                                        | Ronda Rousey (Stati Uniti) 0001-0010 |  |  |
| 78 kg  | Heide Wollert              | Maryna Pryshchepa (Ucraina) 0011-0010      | Vivian Yusuf (Nigeria) 1000-0000       | Jeong Gyeong-Mi (Corea del Sud) 0000-1002 |                                   |  |                                              | Michelle Rogers (Gran Bretagna) 0010-0001 | Stéphanie Possamaï (Francia) 0000-0100 |                                      |  |  |
| +78 kg | Sandra Köppen-Zuchschwerdt | bye                                        | Janelle Shepherd (Australia) 0000-0100 |                                           |                                   |  |                                              |                                           |                                        |                                      |  |  |

## Lotta
| Gara  | Atleta              | Tabellone principale | Tabellone principale                        | Tabellone principale | Tabellone principale | Tabellone principale | Ripescaggi | Ripescaggi                                | Ripescaggi                           |
| Gara  | Atleta              | Sedicesimi           | Ottavi                                      | Quarti               | Semifinali           | Finale               | Quarti     | Semifinali                                | Finale                               |
| ----- | ------------------- | -------------------- | ------------------------------------------- | -------------------- | -------------------- | -------------------- | ---------- | ----------------------------------------- | ------------------------------------ |
| 84 kg | Davyd Bichinashvili | bye                  | Revaz Mindorashvili (Georgia) 4-1, 0-2, 1-3 |                      |                      |                      |            | Harutyun Yenokyan (Armenia) 1-0, 1-3, 2-0 | Georgy Ketoev (Russia) 0-3, 2-0, 2-2 |
| 96 kg | Stefan Kehrer       | bye                  | Hakan Koç (Turchia) 0-1, 1-1                |                      |                      |                      |            |                                           |                                      |

| Gara  | Atleta               | Tabellone principale | Tabellone principale                   | Tabellone principale                        | Tabellone principale | Tabellone principale | Ripescaggi | Ripescaggi | Ripescaggi |
| Gara  | Atleta               | Sedicesimi           | Ottavi                                 | Quarti                                      | Semifinali           | Finale               | Quarti     | Semifinali | Finale     |
| ----- | -------------------- | -------------------- | -------------------------------------- | ------------------------------------------- | -------------------- | -------------------- | ---------- | ---------- | ---------- |
| 48 kg | Alexandra Engelhardt | bye                  | Tatyana Bakatyuk (Kazakistan) 0-1, 0-1 |                                             |                      |                      |            |            |            |
| 72 kg | Anita Schätzle       |                      | Audrey Prieto (Francia) 2-4, F         | Agnieszka Wieszczek (Polonia) 1-1, 2-0, 1-4 |                      |                      |            |            |            |

| Gara  | Atleta               | Tabellone principale | Tabellone principale                      | Tabellone principale                  | Tabellone principale                | Tabellone principale                | Ripescaggi | Ripescaggi                           | Ripescaggi |
| Gara  | Atleta               | Sedicesimi           | Ottavi                                    | Quarti                                | Semifinali                          | Finale                              | Quarti     | Semifinali                           | Finale     |
| ----- | -------------------- | -------------------- | ----------------------------------------- | ------------------------------------- | ----------------------------------- | ----------------------------------- | ---------- | ------------------------------------ | ---------- |
| 66 kg | Markus Thätner       | bye                  | Darkhan Bayakhmetov (Kazakistan) 1-2, 1-3 |                                       |                                     |                                     |            |                                      |            |
| 74 kg | Konstantin Schneider | bye                  | Messaoud Zeghdane (Algeria) 4-1, 4-0      | Manuchar Kvirkelia (Georgia) 0-3, 0-5 |                                     |                                     |            | Christophe Guenot (Francia) 1-2, 1-2 |            |
| 96 kg | Mirko Englich        | bye                  | Han Tae-Young (Corea del Sud) 2-1, 2-2    | Elis Guri (Albania) 1-1, 6-0, 1-1     | Adam Wheeler (Stati Uniti) 2-1, 2-1 | Aslanbek Khushtov (Russia) 0-6, 0-3 |            |                                      |            |

## Nuoto
| Gara                           | Atleta                                                          | Batterie | Batterie | Semifinali | Semifinali | Finale    | Finale |
| Gara                           | Atleta                                                          | Tempo    | Pos.     | Tempo      | Pos.       | Tempo     | Pos.   |
| ------------------------------ | --------------------------------------------------------------- | -------- | -------- | ---------- | ---------- | --------- | ------ |
| 50 m stile libero              | Steffen Deibler                                                 | 22"67    | 22       |            |            |           |        |
| 50 m stile libero              | Rafed El-Masri                                                  | 21"96    | 10       | 22"09      | 14         |           |        |
| 100 m stile libero             | Steffen Deibler                                                 | 49"39    | 33       |            |            |           |        |
| 200 m stile libero             | Paul Biedermann                                                 | 1'47"09  | 10       | 1'46"51    | 5          | 1'46"00   | 5      |
| 400 m stile libero             | Paul Biedermann                                                 |          |          | 3'48"03    | 18         |           |        |
| 400 m stile libero             | Christian Kubusch                                               |          |          | 3'52"73    | 29         |           |        |
| 100 m dorso                    | Helge Meeuw                                                     | 54"88    | 19       |            |            |           |        |
| 100 m dorso                    | Thomas Rupprath                                                 | 55"77    | 33       |            |            |           |        |
| 200 m dorso                    | Helge Meeuw                                                     | 1'58"42  | 11       | 1'56"85    | 8          |           |        |
| 100 m farfalla                 | Thomas Rupprath                                                 | 53"56    | 44       |            |            |           |        |
| 100 m farfalla                 | Benjamin Starke                                                 | 53"50    | 41       |            |            |           |        |
| Staffetta 4x100 m stile libero | Steffen Deibler Jens Schreiber Benjamin Starke Paul Biedermann  |          |          | 3'17"99    | 15         |           |        |
| Staffetta 4x200 m stile libero | Paul Biedermann Benjamin Starke Christian Kubusch Stefan Herbst |          |          | 7'13"92    | 12         |           |        |
| Fondo 10 km                    | Thomas Lurz                                                     |          |          |            |            | 1h 51'53" | Bronzo |

| Gara                           | Atleta                                                         | Batterie | Batterie | Semifinali | Semifinali | Finale    | Finale |
| Gara                           | Atleta                                                         | Tempo    | Pos.     | Tempo      | Pos.       | Tempo     | Pos.   |
| ------------------------------ | -------------------------------------------------------------- | -------- | -------- | ---------- | ---------- | --------- | ------ |
| 50 m stile libero              | Britta Steffen                                                 | 24"90    | 6        | 24"43      | 3          | 24"06     | Oro    |
| 100 m stile libero             | Petra Dallmann                                                 | 54"70    | 16       | 55"05      | 13         |           |        |
| 100 m stile libero             | Britta Steffen                                                 | 53"67    | 2        | 53"96      | 6          | 53"12     | Oro    |
| 200 m stile libero             | Petra Dallmann                                                 | 2'00"21  | 24       |            |            |           |        |
| 200 m stile libero             | Annika Lurz                                                    | 1'59"98  | 22       |            |            |           |        |
| 800 m stile libero             | Jaana Ehmke                                                    |          |          | 8'39"51    | 25         |           |        |
| 100 m rana                     | Sarah Poewe                                                    | 1'08"69  | 20       |            |            |           |        |
| 100 m rana                     | Sonja Schöber                                                  | 1'11"36  | 36       |            |            |           |        |
| 200 m rana                     | Anne Poleska                                                   | 2'26"74  | 14       | 2'26"71    | 10         |           |        |
| 100 m farfalla                 | Daniela Samulski                                               | 1'00"37  | 39       |            |            |           |        |
| 200 m misti                    | Katharina Schiller                                             | 2'18"00  | 30       |            |            |           |        |
| 200 m misti                    | Sonja Schöber                                                  | 2'20"18  | 34       |            |            |           |        |
| 400 m misti                    | Katharina Schiller                                             |          |          | 4'51"52    | 33         |           |        |
| Staffetta 4x100 m stile libero | Meike Freitag Antje Buschschulte Daniela Götz Britta Steffen   |          |          | 3'37"52    | 2          | 3'36"85   | 5      |
| Staffetta 4x200 m stile libero | Meike Freitag Petra Dallmann Daniela Samulski Annika Lurz      |          |          | 7'58"11    | 12         |           |        |
| Staffetta 4x100 m misti        | Antje Buschschulte Sarah Poewe Daniela Samulski Britta Steffen |          |          | 4'02"53    | 9          |           |        |
| Fondo 10 km                    | Angela Maurer                                                  |          |          |            |            | 1h 59'31" | 4      |

## Pallacanestro

### Torneo maschile
La Germania si è qualificata per i Giochi nell'ultimo torneo di qualificazione olimpica.

#### Prima fase
| Data      | Ora locale | Squadra     | Punteggio | Squadra  | Referto |
| --------- | ---------- | ----------- | --------- | -------- | ------- |
| 10 agosto | 11:15      | Germania    | 95 - 66   | Angola   | ref     |
| 12 agosto | 14:30      | Grecia      | 87 - 74   | Germania | ref     |
| 14 agosto | 09:00      | Germania    | 59 - 72   | Spagna   | ref     |
| 16 agosto | 20:00      | Cina        | 59 - 55   | Germania | ref     |
| 18 agosto | 20:00      | Stati Uniti | 106 - 57  | Germania | ref     |

| Squadra     | P  | V | P | PF  | PS  | Diff. |
| ----------- | -- | - | - | --- | --- | ----- |
| Stati Uniti | 10 | 5 | 0 | 515 | 354 | +161  |
| Spagna      | 9  | 4 | 1 | 418 | 369 | +49   |
| Grecia      | 8  | 3 | 2 | 415 | 375 | +40   |
| Cina        | 7  | 2 | 3 | 366 | 400 | -34   |
| Germania    | 6  | 1 | 4 | 330 | 390 | -60   |
| Angola      | 5  | 0 | 5 | 321 | 477 | -156  |

## Pallamano

### Torneo maschile
La nazionale tedesca si è qualificata per i Giochi come campione del mondo 2007.

#### Squadra
La squadra era formata da:
- Johannes Bitter (portiere)
- Sven-Sören Christophersen (centrale)
- Henning Fritz (portiere)
- Holger Glandorf (terzino destro)
- Michael Haaß (centrale)
- Pascal Hens (terzino sinistro)
- Torsten Jansen (ala sinistra)
- Florian Kehrmann (ala destra)
- Dominik Klein (ala sinistra)
- Andrej Klimovets (pivot)
- Oliver Köhrmann (centrale)
- Michael Kraus (terzino destro)
- Oliver Roggisch (pivot)
- Christian Schwarzer (pivot)
- Christian Zeitz (terzino destro)

#### Prima fase
| Arbitro: | Canbro (SVE), Claesson (SVE) |

|         |           |       |
| Kraus 7 | Marcatori | Cho 7 |

| Arbitro: | Bord (FRA), Buy (FRA) |

|              |           |          |
| Guðjónsson 8 | Marcatori | Kraus 13 |

| Arbitro: | Krstic (SLO), Ljubic (SLO) |

|            |           |        |
| Glandorf 7 | Marcatori | Zaky 7 |

| Arbitro: | Gjeding (DEN), Hansen (DEN) |

|            |           |         |
| Filippov 6 | Marcatori | Kraus 6 |

| Arbitro: | Krstic (SLO), Ljubic (SLO) |

|         |           |          |
| Kraus 6 | Marcatori | Boesen 8 |

| Squadra          | Giocate | Vinte | Pareggiate | Perse | Gol fatti | Gol subiti | Differenza reti | Punti |
| ---------------- | ------- | ----- | ---------- | ----- | --------- | ---------- | --------------- | ----- |
| 1. Corea del Sud | 5       | 3     | 0          | 2     | 122       | 129        | -7              | 6     |
| 2. Danimarca     | 5       | 2     | 2          | 1     | 137       | 131        | 6               | 6     |
| 3. Islanda       | 5       | 2     | 2          | 1     | 151       | 146        | 5               | 6     |
| 4. Russia        | 5       | 2     | 1          | 2     | 126       | 121        | 5               | 5     |
| 5. Germania      | 5       | 2     | 1          | 2     | 126       | 130        | -4              | 5     |
| 6. Egitto        | 5       | 0     | 2          | 3     | 127       | 132        | -5              | 2     |

### Torneo femminile
La nazionale tedesca si è qualificata per i Giochi nel primo torneo preolimpico.

#### Squadra
La squadra era formata da:
- Anja Althaus (pivot)
- Maren Baumbach (terzino destro)
- Sabine Englert (portiere)
- Nadine Härdter (ala sinistra)
- Mandy Hering (ala sinistra)
- Grit Jurack (terzino destro)
- Nadine Krause (terzino sinistro)
- Anna Loerper (centrale)
- Stefanie Melbeck (terzino destro)
- Anne Müller (pivot)
- Sabrina Neukamp (ala destra)
- Lara Steinbach (terzino sinistro)
- Nina Wörz (centrale)
- Clara Woltering (portiere)

#### Prima fase
| Arbitro: | Breto (ESP), Huelin (ESP) |

|          |           |          |
| Krause 6 | Marcatori | Santos 6 |

| Arbitro: | Krstic (SLO), Ljubic (SLO) |

|        |           |                   |
| Hong 6 | Marcatori | Jurack, Loerper 4 |

| Arbitro: | Gjeding (DEN), Hansen (DEN) |

|          |           |           |
| Krause 9 | Marcatori | Gorbicz 9 |

| Arbitro: | Bord (FRA), Buy (FRA) |

|                 |           |        |
| Althaus, Worz 5 | Marcatori | Ahlm 7 |

| Arbitro: | Gjeding (DEN), Hansen (DEN) |

|            |           |        |
| Postnova 8 | Marcatori | Worz 8 |

| Squadra          | Giocate | Vinte | Pareggiate | Perse | Gol fatti | Gol subiti | Differenza reti | Punti |
| ---------------- | ------- | ----- | ---------- | ----- | --------- | ---------- | --------------- | ----- |
| 1. Russia        | 5       | 4     | 1          | 0     | 148       | 125        | +23             | 9     |
| 2. Corea del Sud | 5       | 3     | 1          | 1     | 155       | 127        | +28             | 7     |
| 3. Ungheria      | 5       | 2     | 1          | 2     | 129       | 142        | -13             | 5     |
| 4. Svezia        | 5       | 2     | 0          | 3     | 102       | 112        | -10             | 4     |
| 5. Brasile       | 5       | 1     | 1          | 3     | 94        | 104        | -10             | 3'    |
| 6. Germania      | 5       | 1     | 0          | 4     | 127       | 145        | -18             | 2     |

## Pallanuoto

### Torneo maschile
La nazionale tedesca si è qualificata per i Giochi nel torneo preolimpico mondiale.

#### Prima fase
| Data      | Ora locale | Partita     | Partita | Partita  |
| --------- | ---------- | ----------- | ------- | -------- |
| 10 agosto | 12:10      | Serbia      | 11 - 7  | Germania |
| 12 agosto | 16:40      | Germania    | 6 - 5   | Cina     |
| 14 agosto | 09:30      | Croazia     | 13 - 5  | Germania |
| 16 agosto | 09:30      | Germania    | 8 - 7   | Italia   |
| 18 agosto | 14:00      | Stati Uniti | 8 - 7   | Germania |

|    | Squadra     | Pti | G | V | P | S | GF | GS | Diff |
| -- | ----------- | --- | - | - | - | - | -- | -- | ---- |
| 1. | Stati Uniti | 8   | 5 | 4 | 0 | 1 | 37 | 31 | +6   |
| 2. | Croazia     | 8   | 5 | 4 | 0 | 1 | 56 | 31 | +25  |
| 3. | Serbia      | 6   | 5 | 3 | 0 | 2 | 50 | 38 | +12  |
| 4. | Germania    | 4   | 5 | 2 | 0 | 3 | 33 | 44 | -11  |
| 5. | Italia      | 4   | 5 | 2 | 0 | 3 | 57 | 50 | +7   |
| 6. | Cina        | 0   | 5 | 0 | 0 | 5 | 25 | 64 | -39  |

#### Seconda fase
Semifinali 7º-10º posto
| Arbitri: | Ciric (SRB) Patelli (BRA) |

|           |           |            |
| 3: Nossek | Marcatori | 3: Schizas |

Finale 9º-10º posto
| Arbitri: | Rak (CRO) Hart (AUS) |

|                                      |           |               |
| 2: Savic, Schertwitis, Schlotterbeck | Marcatori | 5: Calcaterra |

## Pallavolo

### Torneo maschile
La nazionale tedesca si è qualificata per i Giochi nel primo torneo preolimpico.

#### Squadra
La squadra era formata da:
- Marcus Popp
- Simon Tischer
- Björn Andrae
- Mark Siebeck
- Marcus Böhme
- Stefan Hübner
- Jochen Schöps
- Frank Dehne
- Christian Pampel
- Ralph Bergmann
- Robert Kromm
- Thomas Kröger

#### Prima fase
| 10 agosto | 22.00 | Polonia  | 3-0 (25-17, 33-31, 25-20)               | Germania | Capital Indoor Stadium                    |
| 12 agosto | 10.00 | Russia   | 3-2 (25-27, 25-21, 21-25, 25-23, 16-14) | Germania | Beijing Institute of Technology Gymnasium |
| 14 agosto | 12.00 | Germania | 3-0 (29-27, 25-21, 25-21)               | Egitto   | Beijing Institute of Technology Gymnasium |
| 16 agosto | 12.30 | Serbia   | 3-1 (25-21, 27-25, 24-26, 25-23)        | Germania | Capital Indoor Stadium                    |
| 18 agosto | 12.00 | Germania | 0-3 (22-25, 21-25, 23-25)               | Brasile  | Beijing Institute of Technology Gymnasium |

| posiz | squadra  | G | W | P | Sv | Sp | Quoz  | Pf  | Ps  | Quoz  | Pts |
| ----- | -------- | - | - | - | -- | -- | ----- | --- | --- | ----- | --- |
| 1     | Brasile  | 5 | 4 | 1 | 13 | 4  | 3,250 | 427 | 373 | 1,145 | 9   |
| 2     | Russia   | 5 | 4 | 1 | 14 | 7  | 2,000 | 496 | 447 | 1,110 | 9   |
| 3     | Polonia  | 5 | 4 | 1 | 12 | 6  | 2,000 | 434 | 404 | 1,074 | 9   |
| 4     | Serbia   | 5 | 2 | 3 | 9  | 10 | 0,900 | 440 | 439 | 1,002 | 7   |
| 5     | Germania | 5 | 1 | 4 | 6  | 12 | 0,500 | 418 | 440 | 0,950 | 6   |
| 6     | Egitto   | 5 | 0 | 5 | 0  | 15 | 0,000 | 277 | 379 | 0,731 | 5   |

## Pentathlon moderno
| Gara      | Atleta           | Tiro  | Tiro  | Scherma  | Scherma | Nuoto   | Nuoto | Equitazione | Equitazione | Corsa    | Corsa | Punteggio totale | Posizione |
| Gara      | Atleta           | Punti | Punt. | Vittorie | Punt.   | Tempo   | Punt. | Punti       | Punt.       | Tempo    | Punt. | Punteggio totale | Posizione |
| --------- | ---------------- | ----- | ----- | -------- | ------- | ------- | ----- | ----------- | ----------- | -------- | ----- | ---------------- | --------- |
| Maschile  | Steffen Gebhardt | 183   | 1132  | 18       | 832     | 2'06"84 | 1280  | 82,61       | 1128        | 9'33"97  | 1108  | 5480             | 5         |
| Maschile  | Eric Walther     | 172   |       | 20       |         | 2'00"84 |       | 106,18      |             | 9'18"55  |       | 5292             | 16        |
| Femminile | Lena Schöneborn  | 177   | 1060  | 28       | 1072    | 2'16"91 | 1280  | 68,05       | 1172        | 10'28"82 | 1208  | 5792             | Oro       |
| Femminile | Eva Trautmann    | 168   | 952   | 9        | 616     | 2'17"17 | 1276  | 80,46       | 1024        | 10'40"25 | 1160  | 5028             | 29        |

## Pugilato
| Gara        | Atleta              | Sedicesimi                          | Ottavi | Quarti | Semifinali | Finale |
| ----------- | ------------------- | ----------------------------------- | ------ | ------ | ---------- | ------ |
| Pesi gallo  | Rustamhodza Rahimov | Hoorshid Tojibaev (Uzbekistan) 2-11 |        |        |            |        |
| Pesi piuma  | Wilhelm Gratschow   | Alaa Shili (Tunisia) 5-14           |        |        |            |        |
| Pesi welter | Jack Culcay Keth    | Kim Jungjoo (Corea del Sud) 11-+11  |        |        |            |        |
| Pesi medi   | Konstantin Buga     | Carlos Góngora (Ecuador) 7-14       |        |        |            |        |

## Scherma
| Gara                 | Atleta             | Turno 1 | Sedicesimi                    | Ottavi                                  | Quarti                    | Semifinali          | Finale                   |
| -------------------- | ------------------ | ------- | ----------------------------- | --------------------------------------- | ------------------------- | ------------------- | ------------------------ |
| Fioretto individuale | Peter Joppich      |         | bye                           | Richard Kruse (Gran Bretagna) 10-9      | Yūki Ōta (Giappone) 12-15 |                     |                          |
| Fioretto individuale | Benjamin Kleibrink |         | bye                           | Kenta Chida (Giappone) 15-10            | Lei Sheng (Cina) 15-7     | Zhu Jun (Cina) 15-4 | Yūki Ōta (Giappone) 15-9 |
| Sciabola individuale | Nicolas Limbach    | bye     | Marcin Koniusz (Polonia) 15-7 | Aljaksandr Bujkevič (Bielorussia) 14-15 |                           |                     |                          |

| Gara                 | Atleta                                         | Turno 1                      | Sedicesimi                         | Ottavi                                | Quarti                          | Semifinali         | Finale                           |
| -------------------- | ---------------------------------------------- | ---------------------------- | ---------------------------------- | ------------------------------------- | ------------------------------- | ------------------ | -------------------------------- |
| Fioretto individuale | Carolin Golubytskyi                            | bye                          | Hanna Thompson (Stati Uniti) 13-5  | Chieko Sugawara (Giappone) 5-6        |                                 |                    |                                  |
| Fioretto individuale | Anja Schache                                   | bye                          | Evgenia Lamonova (Russia) 2-15     |                                       |                                 |                    |                                  |
| Fioretto individuale | Katja Wächter                                  | Maria Luisa Doig (Perù) 15-4 | Cristina Stahl (Romania) 15-6      | Corinne Maîtrejean (Francia) 15-10    | Giovanna Trillini (Italia) 8-15 |                    |                                  |
| Sciabola individuale | Alexandra Bujdoso                              | Julie Cloutier (Canada) 15-2 | Tan Xue (Cina) 6-15                |                                       |                                 |                    |                                  |
| Spada individuale    | Imke Duplitzer                                 |                              | Jesica Jimenez Luna (Panama) 15-10 | Ildikó Mincza-Nébald (Ungheria) 11-15 |                                 |                    |                                  |
| Spada individuale    | Britta Heidemann                               |                              | bye                                | Jung Hyo-Jung (Corea del Sud) 12-5    | Emma Samuelsson (Svezia) 15-10  | Li Na (Cina) 15-13 | Ana Maria Brânză (Romania) 15-11 |
| Fioretto a squadre   | Carolin Golubytskyi Anja Schache Katja Wächter |                              |                                    |                                       | Ungheria 31-35                  |                    |                                  |

## Sollevamento pesi
| Gara    | Atleta           | Strappo | Strappo | Slancio | Slancio | Totale | Posizione |
| Gara    | Atleta           | Ris.    | Pos.    | Ris.    | Pos.    | Totale | Posizione |
| ------- | ---------------- | ------- | ------- | ------- | ------- | ------ | --------- |
| 69 kg   | Artyom Shaloyan  | 135     | 16      | 165     | 15      | 300    | 14        |
| 94 kg   | Jürgen Spiess    | 173     | 10      | 211     | 9       | 384    | 9         |
| +105 kg | Matthias Steiner | 203     | 4       | 258     | 1       | 461    | Oro       |
| +105 kg | Almir Velagić    | 188     | 7       | 225     | 8       | 413    | 8         |

| Gara  | Atleta      | Strappo | Strappo | Slancio | Slancio | Totale | Posizione |
| Gara  | Atleta      | Ris.    | Pos.    | Ris.    | Pos.    | Totale | Posizione |
| ----- | ----------- | ------- | ------- | ------- | ------- | ------ | --------- |
| 53 kg | Julia Rohde | 82      | 7       | 103     | 8       | 185    | 7         |

## Taekwondo
| Gara             | Atleta        | Tabellone principale              | Tabellone principale             | Tabellone principale | Tabellone principale | Ripescaggi                           | Ripescaggi                      |
| Gara             | Atleta        | Ottavi                            | Quarti                           | Semifinali           | Finale               | Semifinali                           | Finale                          |
| ---------------- | ------------- | --------------------------------- | -------------------------------- | -------------------- | -------------------- | ------------------------------------ | ------------------------------- |
| 58 kg maschile   | Levent Tuncat | Rohullah Nikpai (Afghanistan) 3-4 |                                  |                      |                      |                                      |                                 |
| 68 kg maschile   | Daniel Manz   | Rasul Abduraim (Kirghizistan) 1-0 | Mark López (Stati Uniti) 1-3     |                      |                      | Nesar Ahmad Bahave (Afghanistan) 4-3 | Sung Yu-Chi (Taipei cinese) 3-4 |
| 49 kg femminile  | Sümmeye Gülec | Dalia Contreras (Venezuela) 2-4   |                                  |                      |                      |                                      |                                 |
| +67 kg femminile | Helena Fromm  | Mariama Barry (Guinea) 6-1        | Asunción Ocasio (Porto Rico) 0-2 |                      |                      |                                      |                                 |

## Tennis
| Gara               | Atleta                          | Trentaduesimi                          | Sedicesimi                                           | Ottavi                                | Quarti | Semifinali | Finale |
| ------------------ | ------------------------------- | -------------------------------------- | ---------------------------------------------------- | ------------------------------------- | ------ | ---------- | ------ |
| Singolare maschile | Nicolas Kiefer                  | Maks Mirny (Bielorussia) 6-3, 6-1      | Kevin Anderson (Sudafrica) 6-4, 64-7, 6-4            | Paul-Henri Mathieu (Francia) 3-6, 5-7 |        |            |        |
| Singolare maschile | Rainer Schüttler                | Kei Nishikori (Giappone) 6-4, 5-7, 6-3 | Novak Đoković (Serbia) 4-6, 2-6                      |                                       |        |            |        |
| Doppio maschile    | Nicolas Kiefer Rainer Schüttler |                                        | Julian Knowle Jürgen Melzer (Austria) 7-63, 3-6, 1-6 |                                       |        |            |        |

## Tennis tavolo
| Gara              | Atleta             | Preliminari | Turno 1 | Turno 2                                                      | Turno 3                                                                 | Turno 4                                                        | Quarti | Semifinali | Finale |
| ----------------- | ------------------ | ----------- | ------- | ------------------------------------------------------------ | ----------------------------------------------------------------------- | -------------------------------------------------------------- | ------ | ---------- | ------ |
| Singolo maschile  | Timo Boll          | bye         | bye     | bye                                                          | Kim Hyok Bong (Corea del Nord) 4-1 (13-11, 11-3, 11-4, 10-12, 11-8)     | Oh Sang Eun (Corea del Sud) 1-4 (9-11, 4-11, 9-11, 11-8, 4-11) |        |            |        |
| Singolo maschile  | Dimitrij Ovtcharov | bye         | bye     | bye                                                          | Adrian Crisan (Romania) 4-3 (8-11, 7-11, 11-7, 11-9, 11-6, 10-12, 11-8) | Ko Lai Chak (Hong Kong) 1-4 (4-11, 7-11, 4-11, 11-1, 1-11)     |        |            |        |
| Singolo maschile  | Christian Süß      | bye         | bye     | János Jakab (Ungheria) 4-1 (11-7, 4-11, 11-8, 11-8, 11-8)    | Vladimir Samsonov (Bielorussia) 0-4 (13-15, 6-11, 9-11, 4-11)           |                                                                |        |            |        |
| Singolo femminile | Elke Schall        | bye         | bye     | Melek Hu (Turchia) 2-4 (6-11, 11-6, 10-12, 6-11, 11-6, 7-11) |                                                                         |                                                                |        |            |        |
| Singolo femminile | Jiaduo Wu          | bye         | bye     | bye                                                          | Li Qiangbing (Austria) 3-4 (9-11, 12-10, 11-6, 8-11, 11-3, 9-11, 9-11)  |                                                                |        |            |        |

### Gara a squadre maschile
La squadra maschile era formata da Timo Boll, Dimitrij Ovtcharov e Christian Süß.

#### Prima fase
| 13 agosto 2008 | Germania | 3 – 0 | Croazia |  |

| 14 agosto 2008 | Germania | 3 – 0 | Canada |  |

| 14 agosto 2008 | Germania | 3 – 1 | Singapore |  |

| Squadra   | P.ti | G | V | P | GV | GP |
| --------- | ---- | - | - | - | -- | -- |
| Germania  | 6    | 3 | 3 | 0 | 9  | 1  |
| Croazia   | 5    | 3 | 2 | 1 | 6  | 4  |
| Singapore | 4    | 3 | 1 | 2 | 5  | 6  |
| Canada    | 3    | 3 | 0 | 3 | 0  | 9  |

#### Seconda fase
Semifinale
| 16 agosto 2008 | Germania | 3 – 2 | Giappone |  |

Finale
| 18 agosto 2008 | Germania | 0 – 3 | Cina |  |

### Gara a squadre femminile
La squadra femminile era formata da Elke Schall, Jiaduo Wu e Zhenqi Barthel.

#### Prima fase
| 13 agosto 2008 | Germania | 0 – 3 | Romania |  |

| 14 agosto 2008 | Germania | 1 – 3 | Polonia |  |

| 14 agosto 2008 | Hong Kong | 3 – 0 | Germania |  |

| Squadra   | P.ti | G | V | P | GV | GP |
| --------- | ---- | - | - | - | -- | -- |
| Hong Kong | 6    | 3 | 3 | 0 | 9  | 0  |
| Romania   | 5    | 3 | 2 | 1 | 6  | 5  |
| Polonia   | 4    | 3 | 1 | 2 | 5  | 7  |
| Germania  | 3    | 3 | 0 | 3 | 1  | 9  |

## Tiro
| Gara                         | Atleta            | Qualificazioni | Qualificazioni | Finale    | Finale       | Finale  |
| Gara                         | Atleta            | Punteggio      | Pos.           | Punteggio | Punt. totale | Pos.    |
| ---------------------------- | ----------------- | -------------- | -------------- | --------- | ------------ | ------- |
| Carabina 10 m aria compressa | Tino Mohaupt      | 593            | 25             |           |              |         |
| Carabina 10 m aria compressa | Michael Winter    | 588            | 36             |           |              |         |
| Carabina 50 m a terra        | Michael Winter    | 590            | 31             |           |              |         |
| Carabina 50 m a terra        | Maik Eckhardt     | 592            | 24             |           |              |         |
| Carabina 50 m tre posizioni  | Michael Winter    | 1166           | 17             |           |              |         |
| Carabina 50 m tre posizioni  | Maik Eckhardt     | 1169           | 10             |           |              |         |
| Pistola 10 m aria compressa  | Hans-Jörg Meyer   | 577            | 21             |           |              |         |
| Pistola 10 m aria compressa  | Florian Schmidt   | 571            | 38             |           |              |         |
| Pistola 50 m                 | Hans-Jörg Meyer   | 557            | 13             |           |              |         |
| Pistola 50 m                 | Florian Schmidt   | 549            | 29             |           |              |         |
| Pistola 25 m automatica      | Christian Reitz   | 579            | 6              | 200,3     | 779,3        | Bronzo  |
| Pistola 25 m automatica      | Ralf Schumann     | 579            | 5              | 200,5     | 779,5        | Argento |
| Skeet                        | Axel Wegner       | 115            | 20             |           |              |         |
| Skeet                        | Tino Wenzel       | 117            | 13             |           |              |         |
| Trap                         | Karsten Bindrich  | 119            | 7              |           |              |         |
| Trap                         | Stefan Rüttgeroth | 113            | 24             |           |              |         |

| Gara                         | Atleta               | Qualificazioni | Qualificazioni | Finale    | Finale       | Finale |
| Gara                         | Atleta               | Punteggio      | Pos.           | Punteggio | Punt. totale | Pos.   |
| ---------------------------- | -------------------- | -------------- | -------------- | --------- | ------------ | ------ |
| Carabina 10 m aria compressa | Sonja Pfeilschifter  | 396            | 12             |           |              |        |
| Carabina 10 m aria compressa | Barbara Lechner      | 394            | 17             |           |              |        |
| Carabina 50 m tre posizioni  | Sonja Pfeilschifter  | 578            | 17             |           |              |        |
| Carabina 50 m tre posizioni  | Barbara Lechner      | 582            | 9              |           |              |        |
| Pistola 10 m aria compressa  | Munkhbayar Dorjsuren | 379            | 24             |           |              |        |
| Pistola 10 m aria compressa  | Claudia Verdicchio   | 383            | 10             |           |              |        |
| Pistola 25 m                 | Munkhbayar Dorjsuren | 587            | 2              | 202,2     | 789,2        | Bronzo |
| Pistola 25 m                 | Stefanie Thurmann    | 576            | 23             |           |              |        |
| Skeet                        | Christine Brinker    | 70             | 4              | 23        | 93           | Bronzo |
| Trap                         | Susanne Kiermayer    | 65             | 8              |           |              |        |

## Tiro con l'arco
| Gara                  | Atleta       | Turno di qualificazione | Turno di qualificazione | Turno 1                             | Turno 2                                | Ottavi | Quarti | Semifinali | Finale |
| Gara                  | Atleta       | Punteggio               | Pos.                    | Turno 1                             | Turno 2                                | Ottavi | Quarti | Semifinali | Finale |
| --------------------- | ------------ | ----------------------- | ----------------------- | ----------------------------------- | -------------------------------------- | ------ | ------ | ---------- | ------ |
| Individuale maschile  | Jens Pieper  | 648                     | 45                      | Oleksandr Serdyuk (Ucraina) 105-107 |                                        |        |        |            |        |
| Individuale femminile | Anja Hitzler | 629                     | 33                      | Sophie Dodemont (Francia) 107-106   | Park Sung-Hyun (Corea del Sud) 107-112 |        |        |            |        |

## Triathlon
| Gara           | Atleta             | Nuoto  | Ciclismo  | Corsa  | Tempo totale | Posizione |
| -------------- | ------------------ | ------ | --------- | ------ | ------------ | --------- |
| Gara maschile  | Jan Frodeno        | 18'14" | 59'01"    | 30'46" | 1h 48'53"28  | Oro       |
| Gara maschile  | Christian Prochnow | 18'23" | 58'56"    | 58'56" | 1h 50'33"90  | 15        |
| Gara maschile  | Daniel Unger       | 18'25" | 58'49"    | 31'35" | 1h 49'43"78  | 6         |
| Gara femminile | Anja Dittmer       | 20'16" | 1h 06'08" | 38'18" | 2h 05'45"86  | 33        |
| Gara femminile | Ricarda Lisk       | 20'00  | 1h 04'12" | 36'46" | 2h 02'07"75  | 15        |
| Gara femminile | Christiane Pilz    | 20'00  | 1h 04'09" | 38'29  | 2h 03'46"82  | 26        |

## Tuffi
| Gara                    | Atleta                        | Preliminari | Preliminari | Semifinale | Semifinale | Finale | Finale  |
| Gara                    | Atleta                        | Punti       | Pos.        | Punti      | Pos.       | Punti  | Pos.    |
| ----------------------- | ----------------------------- | ----------- | ----------- | ---------- | ---------- | ------ | ------- |
| Trampolino 3 m          | Patrick Hausding              | 451,65      | 11          | 481,50     | 5          | 462,05 | 8       |
| Trampolino 3 m          | Pavlo Rozenberg               | 431,65      | 16          | 454,40     | 12         | 485,60 | 5       |
| Piattaforma 10 m        | Patrick Hausding              | 423,40      | 17          | 453,30     | 10         | 448,30 | 9       |
| Piattaforma 10 m        | Sascha Klein                  | 453,80      | 10          | 382,85     | 18         |        |         |
| Trampolino 3 m sincro   | Pavlo Rozenberg Sascha Klein  |             |             |            |            | 402,84 | 6       |
| Piattaforma 10 m sincro | Patrick Hausding Sascha Klein |             |             |            |            | 450,42 | Argento |

| Gara                    | Atleta                           | Preliminari | Preliminari | Semifinale | Semifinale | Finale | Finale |
| Gara                    | Atleta                           | Punti       | Pos.        | Punti      | Pos.       | Punti  | Pos.   |
| ----------------------- | -------------------------------- | ----------- | ----------- | ---------- | ---------- | ------ | ------ |
| Trampolino 3 m          | Katia Dieckow                    | 302,70      | 9           | 263,00     | 18         |        |        |
| Trampolino 3 m          | Ditte Kotzian                    | 282,80      | 16          | 292,25     | 15         |        |        |
| Piattaforma 10 m        | Annett Gamm                      | 234,30      | 29          |            |            |        |        |
| Piattaforma 10 m        | Christin Steuer                  | 290,80      | 19          |            |            |        |        |
| Trampolino 3 m sincro   | Ditte Kotzian Heike Fischer      |             |             |            |            | 318,90 | Bronzo |
| Piattaforma 10 m sincro | Stefanie Anthes Nora Subschinski |             |             |            |            | 310,29 | 4      |

## Vela
| Gara                   | Atleta                                   | Regata | Regata | Regata | Regata | Regata | Regata | Regata | Regata | Regata     | Regata     | Regata | Regata | Regata     | Regata     | Regata     | Regata | Punteggio | Pos.   |
| Gara                   | Atleta                                   | 1      | 2      | 3      | 4      | 5      | 6      | 7      | 8      | 9          | 10         | 11     | 12     | 13         | 14         | 15         | M      | Punteggio | Pos.   |
| ---------------------- | ---------------------------------------- | ------ | ------ | ------ | ------ | ------ | ------ | ------ | ------ | ---------- | ---------- | ------ | ------ | ---------- | ---------- | ---------- | ------ | --------- | ------ |
| Star                   | Ingo Borkowski Marc Pickel               | 2      | 14     | 1      | 8      | 3      | 8      | 14     | 10     | 6          | 10         |        |        |            |            |            | 8      | 70        | 7      |
| Laser Radial femminile | Petra Niemann                            | 20     | 20     | 19     | 8      | 29 BFD | 7      | 4      | 17     | 14         | cancellata |        |        |            |            |            |        | 109       | 15     |
| 470 femminile          | Vivian Kussatz Stefanie Rothweiler       | 7      | 6      | 11     | 9      | 5      | 12     | 20 OCS | 8      | 8          | 12         |        |        |            |            |            | 12     | 90        | 9      |
| Yngling                | Julia Bleck Ute Hoepfner Ulrike Schümann | 8      | 7      | 7      | 11     | 11     | 3      | 4      | 13     | cancellate | cancellate |        |        |            |            |            | 4      | 56        | 4      |
| 49er                   | Hannes Peckolt Jan-Peter Peckolt         | 16     | 6      | 11     | 6      | 3      | 2      | 2      | 12     | 4          | 5          | 4      | 7      | cancellate | cancellate | cancellate | 4      | 66        | Bronzo |
| Tornado                | Johannes Polgar Florian Sparteholz       | 10     | 7      | 11     | 5      | 6      | 1      | 5      | 13     | 4          | 3          |        |        |            |            |            | 16 DNF | 74        | 8      |